# Михайлов, Иван Адрианович
Ива́н Адриа́нович Миха́йлов (29 ноября 1891, Усть-Кара, Забайкальская область — 30 августа 1946, Москва) — российский государственный и политический деятель, экономист. В 1918—1919 гг. — министр финансов антибольшевистских правительств в Сибири. За свое существенное влияние на государственную политику, проводимую от имени Верховного правителя России адмирала А. В. Колчака, получил прозвища «Серый кардинал Омского правительства» и «Ванька-Каин».

## Семья
Сын народников и политкаторжан Адриана Михайлова и Генриетты Добрускиной. Родился в Карийской каторжной тюрьме, где родители отбывали наказание.
Жена — Софья.

## Образование
Учился в гимназии в Чите. Окончил 1-ю Санкт-Петербургскую гимназию, юридический факультет Санкт-Петербургского университета (1913). Был оставлен на кафедре политической экономии для подготовки к профессорскому званию, ученик профессора Ивана Ивановича Чистякова.
Знавший его с дореволюционных времён историк и краевед Н. П. Анциферов вспоминал о студенческих годах Михайлова:

С задорным хохолком, живыми глазами, быстрыми движениями — он был полон энергии и сознания своих сил и одарённости. Его самоуверенность и беспощадное суждение о слабостях других отталкивали. Помню, как он говорил, что хочет сбросить Герцена с пьедестала, обличить его чуждость истинной революционности… Как мы были изумлены, когда Михайлов, столь строго судивший всех, согласился быть оставленным при университете у профессора — ставленника Кассо.

## Экономист
В 1914 был арестован по политическому обвинению, но дело вскоре было прекращено. Во время Первой мировой войны руководил петроградским отделением экономического отдела Всероссийского земского союза. Принимал активное участие в составлении и подготовке к печати ряда книг, посвящённых доходам и расходам России в годы войны и изданных под редакцией П. Б. Струве.
После Февральской революции 1917 работал в министерствах земледелия, продовольствия, финансов Временного правительства, один из ближайших сотрудников А. И. Шингарёва. Занимал пост заведующего Управления делами Экономического совета при Временном правительстве. В этот период под его руководством сотрудниками возглавлявшегося им Управления был исчислен народный доход за 1913, произведено сравнение результатов с данными аналогичного расчёта за 1900 год, и сделана попытка исчислить товарность сельского хозяйства и разделение народного дохода между трудящимися и имущими. Результаты этой работы были опубликованы как 2-я и 3-я главы книги «Опыт исчисления народного дохода 50 губ. Европейской России в 1900—1913 гг.», изданной под редакцией С. Н. Прокоповича.
5 марта 1917 г. И. А. Молодых совместно с Михайловым организовали Петроградский союза сибиряков-областников, где заняли, соответственно, посты председателя и товарища председателя. При этом ранее в областническом движении Михайлов участия не принимал. Союз занимался пропагандой областничества и издавал газету «Вольная Сибирь», с которой сотрудничали М. И. Боголепов, В. И. Дзюбинский, В. И. Моравский и Г. Б. Патушинский. В начале 1918 г., после перехода власти к большевикам, переехал в Омск, где по протекции Патушинского возглавил финансовый отдел «Центросибири» — крупнейшего сибирского союза кооперативов.

## Политическая деятельность в Сибири
В январе 1918 на тайном заседании Сибирской областной думы в Томске был заочно избран министром финансов Временного Сибирского правительства. Был одним из организаторов свержения Советской власти в Новониколаевске. После свержения власти большевиков в Сибири приступил с 30 июня к исполнению обязанностей министра уже в другом Временном Сибирском правительстве. Формально беспартийный, Михайлов вместе с И. И. Серебренниковым образовал правую фракцию правительства, которая выступала за самостоятельность правительства и противилась его ориентации на областную думу. Был сторонником установления военной диктатуры: вначале делал ставку на военного министра Сибирского правительства А. Н. Гришина-Алмазова, а позднее на адмирала А. В. Колчака. В конце сентября 1918 г. ему удалось отбить попытку левых подчинить правительство областной думе, в результате чего М. Б. Шатилов, Вл. М. Крутовский и Г. Б. Патушинский ушли в отставку, а министр внутренних дел А. Е. Новосёлов был убит. Осенью 1918 был избран профессором Омского политехнического института по кафедре кооперации и финансовой политики.
Сохранил пост министра финансов во Временном Всероссийском правительстве (с 4 ноября 1918) и в Российском правительстве (с 18 ноября 1918). Совместно с В. Н. Пепеляевым был одним из организаторов прихода к власти Колчака. Входил в состав Совета Верховного Правителя.
По оценкам современников, Михайлов отличался «стремительной энергией, умением быстро разбираться в людях и обстоятельствах, решительностью», но при этом честолюбием и самонадеянностью. В ответ на обвинения в том, что у него «руки в крови», заявлял, что они у него в типографской краске — намекая на то, что почти всё своё рабочее время он проводил в типографиях, следя за улучшением качества сибирского рубля. Был одним из самых влиятельных членов правительства, но из-за склонности к интригам его популярность была невысока. Его неоднократно угрожали убить; остался жив благодаря мерам предосторожности (надёжной охране, скрытным перемещениям с места на место). Руководил финансовой политикой правительства А. В. Колчака, которая, по мнению многих экспертов, была неудачной, в том числе из-за недостаточной компетентности министра. Подготовил бюджет (роспись доходов и расходов) на вторую половину 1918 и первую половину 1919. Пытался ввести фиксированную цену на закупавшийся за границей сахар. Стремился различными способами укрепить сибирский рубль — от улучшения качества купюр до изъятия из обращения «керенок» (денег, выпущенных при Временном правительстве и имевших хождение как в Российском государстве, так и в РСФСР). В конце пребывания на посту министра выдвинул проект единого денежного обращения на всём протяжении антибольшевистских фронтов. Обвинялся в коррупции, но конкретных доказательств его злоупотреблений собрать не удалось.

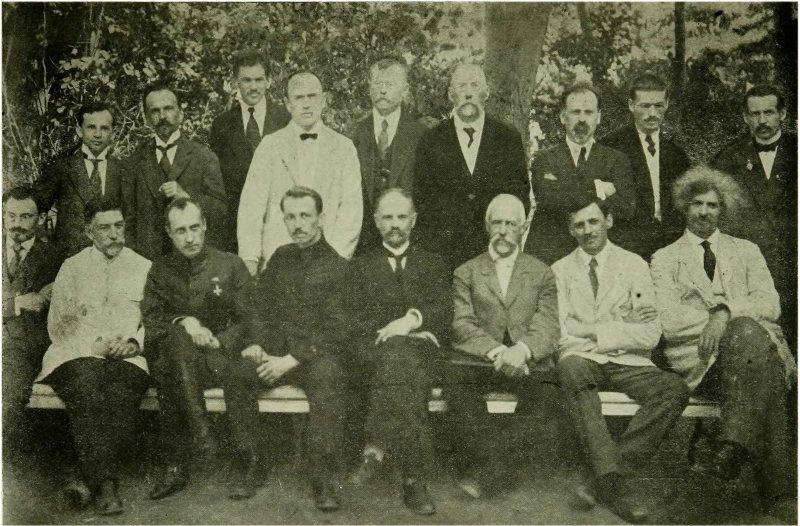
Фотография членов Временного Сибирского правительства, июль 1918 г. И. А. Михайлов сидит 4-й слева.

С 6 мая 1919 г. — назначен также временно управляющим министерством торговли и промышленности. 16 августа 1919 г. уволен в отставку со всех постов в правительстве под давлением общественного мнения, однако одновременно назначен членом Государственного экономического совещания, с а 12 сентября также членом совета Министерства финансов.

## Эмигрант
В конце 1919 г. эмигрировал в Китай, жил в Харбине, где осенью 1920 г. организовал кружок для изучения экономики стран Дальнего Востока. Вскоре на основе кружка было создано экономическое бюро при Китайско-Восточной железной дороге (КВЖД), которое основной акцент в своей деятельности делало на практических исследованиях хозяйства Северной Маньчжурии. С ноября 1921 г. по октябрь 1924 г. — начальник коммерческой части, заведующий экономическим бюро КВЖД. После советско-китайского соглашения 1924 г. был уволен как не имевший советского гражданства, а также арестован китайскими властями (видимо, по просьбе советской стороны) вместе с Б. В. Остроумовым и Н. Л. Гондатти по обвинению в коррупции и провёл около года в тюрьме, после чего был освобождён по амнистии.
После образования Дальневосточной республики неудачно пытался сплотить антибольшевистские силы вокруг Г. М. Семёнова, после чего отошёл от активной политической жизни, но продолжал занимать правые позиции. Контактировал с Н. В. Устряловым, который в 1922 г. воссоздал Восточный отдел ЦК КДП. В 1930-е — первой половине 1940-х годов, после оккупации Манчжурии, тесно сотрудничал с японской военной миссией, был близок к лидеру Всероссийской фашистской партии К. В. Родзаевскому. Редактировал прояпонскую, антикитайскую и антисоветскую газету на русском языке «Харбинское время».

## Арест, суд, расстрел
В 1945, после вступления советских войск на территорию Маньчжурии, арестован СМЕРШем, предан суду в Москве вместе с атаманом Г. М. Семёновым, К. В. Родзаевским и др. В своём последнем слове отказался просить о помиловании, сказав всего лишь:

 Глубоко сознавая свою вину перед русским народом, я покорно ожидаю решения суда.
 Моего защитника прошу принять от меня сердечную благодарность.
30 августа 1946 г. приговорён к высшей мере наказания и в тот же день расстрелян.

### Пересмотр дела
26 марта 1998 г. Военная коллегия Верховного Суда РФ пересматривала уголовное дело в отношении всех подсудимых (за исключением Семёнова), в том числе и Михайлова. По статье 58-10 ч. 2 (антисоветская агитация и пропаганда) УК РСФСР дело в отношении всех подсудимых было прекращено за отсутствием состава преступления, в остальной части приговор оставлен в силе, а подсудимые признаны не подлежащими реабилитации.